# 푸크라얀 열차 탈선 사고
2016년 11월 20일 인도 푸크라얀에서 탈선 사고가 발생하였다. 이 열차는 인도르에서 파트나로 향하던 야간 특급 열차였다. 이 사고로 적어도 147명이 사망하고 200명이 부상당했다.

## 같이 보기
- 2016년 에세카 열차 탈선 사고
- 사망자수 순 사고 목록